# Ixodes asanumai
Ixodes asanumai är en fästingart som beskrevs av Kitaoka 1973. Ixodes asanumai ingår i släktet Ixodes och familjen hårda fästingar. Inga underarter finns listade i Catalogue of Life.